# Liste der Monuments historiques in Dives (Oise)
Die Liste der Monuments historiques in Dives (Oise) führt die Monuments historiques in der französischen Gemeinde Dives auf.

## Liste der Objekte
| Bezeichnung                                                               | Beschreibung    | Standort                | Kennzeichnung | Schutzstatus | Datum | Bild |
| ------------------------------------------------------------------------- | --------------- | ----------------------- | ------------- | ------------ | ----- | ---- |
| Bleiglasfenster: Der heilige Martin teilt seinen Mantel mit einem Bettler | 16. Jahrhundert | in der Kirche St-Martin | PM60000721    | Classé       | 1913  |      |